# L'angelo della morte (Munch)
L'angelo della morte è un celebre dipinto ad olio su tela realizzato dall'artista norvegese Edvard Munch. L'opera, creata nel 1893, rappresenta una figura oscura e inquietante, spesso identificata come la personificazione della morte stessa. Il dipinto è conservato al Museo Munch ad Oslo.

## Descrizione
Il dipinto cattura l'attenzione dello spettatore attraverso l'uso dei colori scuri e terrei, creando un'atmosfera cupa e angosciante. L'Angelo della morte è ritratto in una posa minacciosa, con un'espressione fredda e gli occhi fissi, emanando un senso di terrore e mistero.
La figura dell'angelo è avvolta in un mantello che sembra sfuggire alla gravità, conferendo un senso di movimento e inquietudine all'opera. Le sue ali dispiegate conferiscono un'imponente maestosità, mentre la sua presenza imponente domina la scena.
La morte rappresenta uno dei temi ricorrenti nell'opera di Munch, il confronto con la mortalità e l'inevitabilità della morte. L'artista, influenzato dalle sue esperienze personali di malattia e perdita, esplora la fragilità della vita umana e la paura dell'ignoto.
L'opera evoca una gamma di emozioni intense e contrastanti, spaziando dal terrore all'accettazione, dall'angoscia alla contemplazione. Munch trasmette un senso di fatalità e di presenza ineluttabile, invitando il pubblico a riflettere sulla propria mortalità e sulla brevità della vita.
L'Angelo della morte di Edvard Munch continua a essere un'opera iconica e influente nel panorama dell'arte. La sua rappresentazione suggestiva e potente della morte ha affascinato e inquietato il pubblico per decenni, contribuendo a rendere Munch uno dei più celebri artisti del suo tempo.